# Genetische uitwisseling
Genetische uitwisseling is het overdragen van genetisch materiaal (DNA en RNA) van het ene organisme op het andere. 

## Verticale gentransfer
"Normale" genetische uitwisseling treedt op bij geslachtelijke voortplanting door het paren van dieren en door de bestuiving bij zaadplanten. Een organisme krijgt bij een dergelijke 'verticale genuitwisseling' zijn genetisch materiaal van twee ouders.

## Horizontale genoverdracht

### Micro-organismen
Bij micro-organismen vindt veel horizontale genoverdracht plaats. Horizontale genetische uitwisseling bij bacteriën kan op drie manieren tot stand komen:
1. Door transductie. Zoals virussen in planten kunnen voorkomen, zo kunnen fagen in bacteriën voorkomen. Fagen kunnen DNA van de ene bacterie naar een andere bacterie overbrengen.
2. Door conjugatie. Tussen twee verschillende celtypen kan door celcontact DNA overgedragen worden. Hiervoor wordt meestal een conjugatiebuis (sexpilus) gevormd.
3. Door transformatie, de opname van vrij DNA door een cel. Voordat dit experimenteel mogelijk is moet vaak een voorbehandeling plaatsvinden om de celmembraan doorlatend te maken. Dit kan met behulp van elektroschokjes.

### Endosymbiotische genoverdracht
Horizontale genoverdracht komt in de natuur soms voor, bijvoorbeeld bij de slak Elysia chlorotica die fotosynthese-ondersteunende genen haalde bij de alg Vaucheria litorea, waarvan de slak ook de chloroplasten incorporeert.
Bij endosymbiotische genoverdracht wordt erfelijk materiaal van de endosymbiont overgedragen naar de celkern van de gastheer. Op deze manier leidt endosymbiose door symbiogenese tot een zo nauwe band tussen beide symbiotische partners, dat er een nieuw organisme kan ontstaan.

### Kunstmatig
Genetische uitwisseling kan ook via kunstmatige weg, genetische technologie genoemd, optreden. Dit kan tussen dezelfde soort (cisgenese), maar ook tussen verschillende soorten of organismen (transgenese).